# En dag och en halv
En dag och en halv (engelska: A Day and a Half) en svensk thrillerfilm från 2023, baserad på verkliga händelser. Filmen är regisserad av Fares Fares som också spelar en av huvudrollerna. Han har även skrivit manus tillsammans med Peter Smirnakos. Filminspelningarna påbörjades i maj 2022.
Filmen hade premiär på streamingtjänsten Netflix den 1 september 2023.

## Handling
Filmen handlar om Artan som tar sin ex-fru Louise som gisslan med syfte att kunna återförenas med sin dotter. De ger sig ut på en roadtrip genom den svenska landsbygden samtidigt som de har polisen hack i häl.

## Rollista (i urval)
- Alexej Manvelov – Artan Kelmendi
- Alma Pöysti – Louise Bremer
- Fares Fares – Lukas
- Stina Ekblad – Wanja
- Bengt C.W. Carlsson
- Annica Liljeblad
- Annika Hallin
- Johni Tadi
- Jonathan Sand